# Lupin III (2015)
Lupin III (ルパン三世, Rupan Sansei) é a quarta série de anime baseada no mangá homónimo de Monkey Punch. Composta por vinte e quatro episódios, foi produzida por TMS Entertainment e animada pela Telecom Animation Film. Estreou-se no Japão a 2 de outubro de 2015 no canal Nippon TV.

## Enredo
A série narra as aventuras de Lupin em San Marino na Itália.

## Elenco
| Personagem                | Japão             | Itália                    |
| ------------------------- | ----------------- | ------------------------- |
| Arsène Lupin III          | Kanichi Kurita    | Stefano Onofri            |
| Daisuke Jigen             | Kiyoshi Kobayashi | Alessandro Maria D'Errico |
| Goemon Ishikawa XIII      | Daisuke Namikawa  | Antonio Palumbo           |
| Fujiko Mine               | Miyuki Sawashiro  | Alessandra Korompay       |
| Inspector Koichi Zenigata | Kōichi Yamadera   | Rodolfo Bianchi           |
| Rebecca Rossellini        | Yukiyo Fujii      | Gaia Bolognesi            |
| Justin Person (Nyx)       | Shunsuke Sakuya   | Fabrizio Pucci            |
| Wataru Uraga              |                   | Andrea Lavagnino          |

## Produção
A série foi anunciada na MIPCOM em Cannes, França em outubro de 2014. Foi produzida pelo estúdio Telecom Animation Film, com direção de Kazuhide Tomunaga e Yoichiro Yane e o guião escrito por Yuuya Takahashi. A banda sonora foi composta por Yūji Ōno. O tema de encerramento japonês é Chanto Iwanakya Aisanai (ちゃんと言わなきゃ愛さない, Diga-o, ou eu não lhe darei o meu amor) foi performado pela cantora de enka, Sayuri Ishikawa, com as letras escritas por Tsunku. Será lançada como single com faixas adicionais no Japão em outubro de 2015.

## Lançamento
A série estreou mundialmente na Itália a 30 de agosto de 2015 nos canais Italia 1 e Italia 1 HD, e também teve uma prévia no cinema Concordia em San Marino a 29 de agosto de 2015. O tema de abertura italiano intitulado Lupin, un ladro in vacanza (Lupin, um ladrão em férias) foi interpretado pelo cantor Moreno, com a participação de Giorgio Vanni.